# U-254
U-254 – niemiecki okręt podwodny (U-Boot) typu VIIC z okresu II wojny światowej. Okręt wszedł do służby w 1941 roku. Kolejni dowódcy: Kptlt. Hans Gilardone, Kptlt. Odo Loewe.

## Historia
Okręt został włączony do 8. Flotylli U-Bootów celem treningu i zgrania załogi. Od grudnia 1942 roku w składzie 9. Flotylli jako jednostka bojowa.	
Odbył trzy patrole bojowe, podczas których zatopił trzy statki przeciwnika o łącznej pojemności 18 553 BRT.
Podczas ostatniego rejsu działał w ramach połączonych „wilczych stad” Panzer i Draufgänger, które liczyły łącznie ponad 20 jednostek. W nocy 8 grudnia 1942 roku podczas ataku na konwój HX-217 doszło do kolizji U-254 z innym U-Bootem U-221. 
U-254 zatonął z większością załogi (uratowano tylko 4 marynarzy) na południowy wschód od przylądka Farvel (Grenlandia). U-221 odniósł jedynie poważne uszkodzenia, ale zdołał powrócić do bazy w Saint-Nazaire. Dochodzenie uwolniło jego dowódcę od odpowiedzialności za staranowanie bliźniaczej jednostki.